# Покомо
Поко́мо (кіпокомо, малачіні; Pokomo) — невеликий народ банту в Кенії.

## Територія, чисельність і субетноси
Люди покомо проживають, як на узбережжі Індійського океану в гирлі, так і по всій течії річки Тана всередині материка, де їх сусідами є представники народів міджікенда, зокрема, гір'яма та діго, які мають значний вплив, як культурний і мовний, так і на рівні побуту на покомо.
Щодо чисельності людей покомо існують різні погляди, які різняться, в першу чергу, охопленням підрахунками всього етносу, або тільки окремих його частин, наприклад, лише нижніх покомо. Оціночно на кін. 1990-х — сер. 2000-х чисельність покомо становить бл. 50 тис. чол.
Дуже часто народ покомо поділяють на покомо нижніх (бл. 29 тис. чол.) та покомо верхніх (бл. 34 тис. чол.) в залежності від течії р. Тана.

## Мова і релігія
Люди покомо розмовляють окремою мовою покомо, яка крім впливу з боку мов міджікенда, зазнає значний вплив з боку мови суахілі.
Серед покомо бл. 3/4 загалу володіє мовою суахілі. Рівень неграмотності сягає 50-60 % (1990-і роки).
За віросповіданням покомо нижні — християни та прибічники традиційних культів; покомо верхні — переважно мусульмани.

## Господарство, суспільство і культура
Традиційні заняття покомо — землеробство та рибна ловля. Основні сільсько-господарські культури — рис і кукурудза.
Покомо потерпають від повеней під час розливу р. Тана у дощовий сезон.
Розвинуте будування човнів.
Основою соціальної структури є сільська громада. Рада старійшин (ґаса / Gasa) є органом, де вирішуються основні суперечки майнового (земельного) і особистого (сімейні) характеру.
Люди покомо живуть у селищах. Їхні хатини зроблені з мулу і глини, зазвичай круглі у плані. Основою раціону є кукурудза, манго, м'ясо і рис.
Покомо відомі як вправні танцюристи. До традиційних танців належать: Kithoko, Mwaribe, Miri. Розвинутий церемоніальний фольклор. Перехід у групу дорослих традиційно супроводжувався (зараз збереглися лише відголоски) ініціаціями.

## Цікаві факти
- Музичною основою національного гімну Кенії послужила народна пісня (колискова) покомо.[1]